# Garbolc, Szabolcs-Szatmár-Bereg
Garbolc  este un sat în districtul Fehérgyarmat, județul Szabolcs-Szatmár-Bereg, Ungaria, având o populație de 154 de locuitori (2011). 

## Demografie
Componența etnică a satului Garbolc
     Maghiari (85,43%)
     Romi (14,57%)
Componența confesională a satului Garbolc
     Reformați (61,04%)
     Romano-catolici (7,14%)
     Greco-catolici (6,49%)
     Necunoscută (25,32%)
Conform recensământului din 2011, satul Garbolc avea 154 de locuitori. Din punct de vedere etnic, majoritatea locuitorilor (85,43%) erau maghiari, cu o minoritate de romi (14,57%).  Din punct de vedere confesional, majoritatea locuitorilor (61,04%) erau reformați, existând și minorități de romano-catolici (7,14%) și greco-catolici (6,49%). Pentru 25,32% din locuitori nu este cunoscută apartenența confesională.